# Najran (provins)
Najran (arabiska: نجران) är en provins i södra Saudiarabien, vid gränsen mot Jemen.